# North Gate (California)
North Gate es un lugar designado por el censo ubicado en el condado de Contra Costa en el estado estadounidense de California. En el año 2010 tenía una población de 679 habitantes.

## Geografía
North Gate se encuentra ubicado en las coordenadas 37°54′22.15″N 121°59′53.46″O / 37.9061528, -121.9981833.